# Purgerot
Purgerot ist eine Gemeinde im französischen Département Haute-Saône in der Region Bourgogne-Franche-Comté.

## Geographie
Purgerot liegt auf einer Höhe von 255 m über dem Meeresspiegel, fünf Kilometer nordwestlich von Port-sur-Saône und etwa 18 Kilometer nordwestlich der Stadt Vesoul (Luftlinie). Das Dorf erstreckt sich im zentralen Teil des Departements, in einem nach Osten offenen Talbecken des Ruisseau du Pont des Creux, westlich des Saônetals, am Rand der Höhen des Bois de Chargey.
Die Fläche des 14,11 km² großen Gemeindegebiets umfasst einen Abschnitt im Bereich des oberen Saônetals. Der zentrale Teil des Gebietes wird vom Talkessel des Ruisseau du Pont des Creux eingenommen, der durchschnittlich auf 240 m liegt. Der Talkessel weist eine Breite von einem Kilometer und eine Länge von zwei Kilometern auf und wird durch den Bach nach Osten zur Saône entwässert. Nach Osten reicht das Gemeindeareal in die breite Alluvialniederung der Saône (im Mittel auf 215 m gelegen). Landwirtschaftliche Nutzung herrscht hier vor.
Auf drei Seiten wird der Talkessel von Purgerot von Ausläufern der Hochfläche von Combeaufontaine umrahmt. Im Norden befindet sich der bewaldete Vorsprung des Grand Lien (327 m), im Süden die Kuppe des Bois de Chargey, auf der mit 363 m die höchste Erhebung von Purgerot erreicht wird. Nach Westen und Südwesten reicht der Gemeindeboden auf die bewaldete Hochfläche des Grand Bois (325 m) und bis in das Quellgebiet des Ruisseau de l'Étang bei Arbecey. In geologisch-tektonischer Hinsicht bestehen die Höhen aus einer widerstandsfähigen Kalkschicht der mittleren Jurazeit, während im östlichen und nördlichen Gemeindeteil eine Wechsellagerung von sandig-mergeligen und kalkigen Sedimenten der Lias (Unterjura) hervortritt.
Zu Purgerot gehört die Siedlung Port d'Atelier (220 m) am westlichen Ufer der Saône. Nachbargemeinden von Purgerot sind Aboncourt-Gesincourt, Fouchécourt und Baulay im Norden, Faverney und Conflandey im Osten, Chargey-lès-Port im Süden sowie Arbecey im Westen.

## Geschichte
Überreste aus der gallorömischen Zeit weisen auf eine sehr frühe Besiedlung des Gebietes hin. Im Mittelalter gehörte Purgerot zur Freigrafschaft Burgund und darin zum Gebiet des Bailliage d’Amont. Durch eine Schenkung gelangte das Dorf 1204 in den Besitz des Klosters Cherlieu. Die Kapelle Saint-Jean-de-Réomé ist seit 1232 erwähnt. Sie ging 1697 in den Besitz des Klosters Morey über. Bereits im Jahr 1196 wird die Siedlung Port-d'Atelier an der Saône als Umschlagplatz für Holz erstmals genannt. Zusammen mit der Franche-Comté gelangte Purgerot mit dem Frieden von Nimwegen 1678 definitiv an Frankreich. Im Jahr 1972 fusionierte Purgerot mit der Nachbargemeinde Arbecey zur Doppelgemeinde Purgerot-Arbecey. Nur fünf Jahre später erhielten beide Gemeinden 1977 ihre Selbständigkeit zurück. Heute ist Purgerot Mitglied des 16 Ortschaften umfassenden Gemeindeverbandes Communauté de communes de la Saône Jolie.

## Sehenswürdigkeiten
Die Kirche Saint-Martin zeigt eine Mischung verschiedener Stilformen. Ältester Teil ist der romanische Glockenturm, Chorraum und Seitenkapellen im gotischen Flamboyantstil stammen aus dem 15. Jahrhundert, während das Schiff im 17. Jahrhundert neu errichtet und im 19. Jahrhundert umgestaltet wurde. Zur Ausstattung gehören ein reich skulptierter Holzaltar (17. Jahrhundert), Malereien und Statuen aus dem 17. Jahrhundert.
Das überdachte Lavoir, das einst als Waschhaus und Viehtränke diente, wurde 1847 erbaut. Von einem ehemaligen Herrschaftssitz sind nur noch wenige Überreste sichtbar. In Port d'Atelier steht eine 1931 restaurierte Kapelle, die eine Madonnenstatue aus dem 16. Jahrhundert beherbergt.

## Bevölkerung
| Jahr                       | 1962 | 1968 | 1975 | 1982 | 1990 | 1999 | 2006 |
| Einwohner                  | 497  | 449  | -    | 390  | 373  | 359  | 367  |
| Quellen: Cassini und INSEE |      |      |      |      |      |      |      |

Mit 328 Einwohnern (1. Januar 2022) gehört Purgerot zu den kleineren Gemeinden des Département Haute-Saône. Während des gesamten 20. Jahrhunderts nahm die Einwohnerzahl kontinuierlich ab (1881 wurden noch 709 Personen gezählt).

## Wirtschaft und Infrastruktur
Purgerot war bis weit ins 20. Jahrhundert hinein ein vorwiegend durch die Landwirtschaft (Ackerbau, Obstbau und Viehzucht) und die Forstwirtschaft geprägtes Dorf. Heute gibt es einige Betriebe des lokalen Kleingewerbes. In den letzten Jahrzehnten hat sich das Dorf zu einer Wohngemeinde gewandelt. Viele Erwerbstätige sind deshalb Wegpendler, die in den größeren Ortschaften der Umgebung und in der Agglomeration Vesoul ihrer Arbeit nachgehen.
Die Ortschaft liegt abseits der größeren Durchgangsachsen nahe einer Departementsstraße, die von Port-sur-Saône nach Jussey führt. Weitere Straßenverbindungen bestehen mit Combeaufontaine und Faverney.